# Suport pe termen lung
Suport pe termen lung (STL) sau Long term support (LTS) în engleză, este o politică de gestiune de ciclu de viață al produsului în care o ediție stabilă al unui software e menținută pentru o periadă de timp mai lungă decât ediția standard.